# Frank Beke
Frank Paul Beke (Gent, 5 augustus 1946) is een Vlaams politicus van de sp.a.

## Levensloop
Beke werd geboren in een socialistisch apothekersgezin. Hij volgde het Atheneum aan de Ottogracht te Gent en studeerde vervolgens aan de Rijksuniversiteit Gent, waar hij koos voor Germaanse Filologie (Nederlands-Engels-Duits). Later volgde hij net als vele andere politici een licentie Pers- en Communicatiewetenschappen.
Reeds als jongeling engageerde hij zich binnen de Mutualiteit der Jonge Arbeiders (MJA) en later - samen met Luc Van den Bossche - bij de pas opgerichte Jongsocialisten. In 1968 deed hij zijn eerste werkervaring op, als leraar algemene vakken bij de inmiddels verdwenen school SIHS. In 1970-1971 vervulde hij zijn militaire dienst bij het 6de geniebataljon in het Duitse Keulen. Vervolgens werd hij in 1971 assistent bij de professoren Frans Van Isacker en Jan Briers aan de RUG, en in 1973 werd hij opnieuw leraar, deze keer bij de Kunsthumaniora van het Rijk, en twee jaar later (1975) in het KTA Gent. In 1977 ging hij binnen de socialistische beweging werken als gedetacheerde leerkracht bij de Jongsocialisten. In 1980 deed Beke als voorlichter van de socialistische fractie binnen het college van burgemeester en schepenen van Gent zijn eerste ervaring in de plaatselijke politiek op.
Bij de gemeenteraadsverkiezingen van 1982 stond hij voor de socialisten op de twaalfde plaats. Nadat de verkiezingen in 1983 waren over gedaan, behaalde de SP) een grote overwinning. Ook Beke behaalde een zetel. De SP kwam echter toch in de oppositie terecht. In 1988 werd Gilbert Temmerman de eerste socialistische burgemeester. Beke werd schepen van Openbare Werken en Ruimtelijke Ordening.
In 1994 trok Temmerman zich terug en werd Beke lijsttrekker. Hij werd burgemeester met een vrij grote overwinning. Zes jaar later, in 2000, deed hij zijn overwinning over met nog overtuigender cijfers: 25% voor de partij en een persoonlijke score van meer dan 20.000 voorkeurstemmen. Bij de gemeenteraadsverkiezingen van 2006 was Beke geen kandidaat-burgemeester meer: hij stopte zijn politieke carrière om gezondheidsredenen. Beke duwde wel nog de Gentse sp.a-lijst en kreeg daarbij 8419 voorkeurstemmen. Hij werd op 2 januari 2007 opgevolgd door Daniël Termont.
Van 2007 tot 2014 was Frank Beke voorzitter van de raad van bestuur van MO*.
Op 21 maart 2008 reikte de Universiteit Gent een institutioneel eredoctoraat aan Beke uit. Volgens de universiteit gaf hij gedurende zijn politieke carrière een extra dimensie aan de Stad Gent die ook de Universiteit Gent ten goede was gekomen.

## Trivia
- In 1999 speelde Beke een gastrol in Flikken als burgemeester van Gent (aflevering 'Lopend vuur').

- International Standard Name Identifier: 0000 0003 9666 5965
- Nederlandse Thesaurus van Auteursnamen: 180489119
- Virtual International Authority File: 163961513
- WorldCat: E39PBJjdbt6YPgdQ97FYvMHXBP